# Ђекна још није умрла, а ка’ ће не знамо
Ђекна још није умрла, а ка’ ће не знамо је југословенска телевизијска серија, снимљена у продукцији Радиотелевизије Титоград, 1988. године.
Режисер серије је био Живко Николић, а сценарио су написали Живко Николић и Миодраг Караџић. Серија има 12 епизода у трајању од по 55 минута. Снимање серије започело је априла 1988. године.
Пилот епизода То кад увати не пушта је представљена као ТВ филм из 1987. године.

## Опис
Радња је смјештена у црногорском селу у околини Шавника, у којем се прати живот једне породице и других сељана. Серија је од самог почетка стекла култни статус у свим републикама тадашње СФРЈ.

## Списак епизода
| Бр. еп. | Назив епизоде         |
| ------- | --------------------- |
| —       | То кад увати не пушта |
| 1       | Писмо                 |
| 2       | Ћетаљ                 |
| 3       | Дуг                   |
| 4       | Зајам                 |
| 5       | Сандруга              |
| 6       | Говор                 |
| 7       | Јека                  |
| 8       | Ахтунг, Ахтунг        |
| 9       | Гости                 |
| 10      | Пут                   |
| 11      | Народни непријатељ    |

## Улоге
| Глумац           | Улога               |
| ---------------- | ------------------- |
| Драго Маловић    | Радосав Кнежевић    |
| Љиљана Контић    | Љепосава Кнежевић   |
| Вељко Мандић     | Миладин Кнежевић    |
| Љиљана Крстић    | Јока Кнежевић       |
| Aријана Чулина   | Милијана Кнежевић   |
| Весна Пећанац    | Јека                |
| Зеф Дедивановић  | Јоксим, поштар      |
| Боро Беговић     | Петко               |
| Чедо Вукановић   | Светозар            |
| Момо Пићурић     | Љубиша              |
| Мира Бањац       | Перка               |
| Боро Стјепановић | Берберин            |
| Добрила Ћирковић | Продавачица         |
| Марта Пићурић    | Иконија Кнежевић    |
| Гојко Ковачевић  | Вукосав             |
| Ратко Стевовић   | Јоле, Вукосавов син |
| Ранко Стевовић   | Моле, Вукосавов син |
| Зоја Бећовић     | Медицинска сестра   |
| Лала Новаковић   | Светозарева жена    |
| Бранка Миликић   | Чобаница Савета     |
| Томислав Пићурић |                     |
| Лена Миликић     |                     |